# مقبل (أحور)

تعديل مصدري - تعديل

مقبل هي إحدى قرى عزلة أحور بمديرية أحور التابعة لمحافظة أبين، بلغ تعداد سكانها 241 نسمة حسب تعداد اليمن لعام 2004.